# Trận Gemas
Trận Gemas-là một phần của Trận Muar-diễn ra trong cuộc hành quân xâm lược Mã Lai của Nhật Bản trong Chiến tranh Thái Bình Dương trong Thế chiến 2. Hoạt động quân sự này diễn ra vào ngày 14 tháng 1 năm 1942 tại cầu Gemencheh gần Gemas và chứng kiến khoảng 1,000 binh sĩ thuộc Sư đoàn 5 Nhật Bản thiệt mạng hoặc bị thương trong một cuộc phục kích dữ dội do quân Úc từ Tiểu đoàn 2/30 tổ chức, và được giao cho Lữ đoàn 27 thuộc Sư đoàn 8 thực hiện.

## Trận chiến
Sĩ quan chỉ huy của Tiểu đoàn 2/30, Trung tá Frederick "Black Jack" Galleghan, được lệnh tiến hành một cuộc phục kích trên con đường chính, cách Gemas 11 km (6,8 dặm) về phía tây với hy vọng là chặn được quân Nhật tiến xa hơn về phía nam. Địa điểm phục kích nằm ở một điểm mà một cây cầu gỗ bắc qua sông Sungei Gemencheh, nối liền Gemas với thị trấn lân cận Tampin, và đưa giao thông trên đường vào một đoạn dài cắt qua một vùng đất hoang. Tiểu đoàn 2/30 sau đó triển khai một đại đội ở vị trí phục kích 5 km (3,1 dặm) về phía trước đội hình chính của tiểu đoàn.
Quân Nhật đã đi qua Tampin và cần phải vượt qua cây cầu để đến Gemas và vào lúc 16:00 ngày 14 tháng 1 năm 1942, Đại đội "B" thuộc Tiểu đoàn 2/30 dưới quyền chỉ huy của Đại uý Desmond Duffy, bắt đầu cuộc phục kích. Khi quân Nhật đi qua khu vực giao tranh với hàng trăm người-nhiều người trong số họ đi xe đạp-cây cầu bị đánh sập và người Úc khai hoả bằng súng máy, súng trường và lựu đạn. Tuy nhiên, đường dây điện thoại bị lỗi buộc họ phải quay trở lại vị trí chính của tiểu đoàn đã ngăn cản Duffy có thể gọi hoả lực pháo binh nã vào quân Nhật, và đại đội tiền phương sau đó buộc phải rút lui sau 20 phút giao tranh ác liệt khi quân Nhật bắt đầu gây áp lực vào các vị trí của họ.

## Kết quả
Trận Muar vẫn tiếp tục diễn ra sau cuộc phục kích ở Gemas, và các hoạt động quân sự tiếp theo diễn ra gần Gemas trong đó các xạ thủ chống tăng Úc từ Trung đoàn Chống tăng 2/4 đã tiêu diệt 6 trong số 8 xe tăng Nhật, kéo dài thời gian thêm hai ngày nữa. Cuộc chiến kết thúc với việc người Úc rút lui qua Gemas đến Pháo đài Rose Estate. Theo Coulthard-Clark, tổng số thương vong của người Nhật trong trận chiến là hơn 1,000 người, trong khi người Úc có 81 người thương vong; Allen Warren cung cấp con số 70 người chết và 57 người bị thương trong cuộc giao tranh ban đầu.
Bất chấp chiến thắng về mặt chiến thuật tại Gemas, cũng như các vị trí vững chắc sau đó tại Bakri, cuộc phục kích của Lữ đoàn 22 Úc ở phía bắc Jemaluang và việc rút lui khỏi Muar, đã khiến đà tiến của người Nhật xuống bán đảo Mã Lai tạm thời bị chậm lại.